# Петрушиха (приток Оры)
Петрушиха — река в России, протекает по Мошковскому району Новосибирской области. Устье реки находится в 7 км по правому берегу реки Ора. Длина реки составляет 17 км.

## Данные водного реестра
По данным государственного водного реестра России относится к Верхнеобскому бассейновому округу, водохозяйственный участок реки — Иня, речной подбассейн реки — бассейны притоков (Верхней) Оби до впадения Томи. Речной бассейн реки — (Верхняя) Обь до впадения Иртыша.